# Rue Morgue
Rue Morgue — многонациональный журнал, посвящённый освещению жанра ужасов. Его содержание включает в себя новости, обзоры, комментарии, интервью и освещение событий. В журнале рассматриваются фильмы, книги, комиксы, видеоигры и другие средства массовой информации в жанре ужасов. Rue Morgue был основан в 1997 году Родриго Гудиньо, со штаб-квартирой в Торонто и региональными офисами в различных странах Северной Америки, Великобритании и Европы. Со временем журнал расширился и стал включать радиостанцию, издательство и хоррор-конвент. Название журнала отсылает к рассказу Эдгара Аллана По «Убийство на улице Морг» (1841).

## Редакция
Основатель и бывший главный редактор Родриго Гудиньо стал президентом компании. По состоянию на март 2017 года исполнительным редактором является Андреа Субиссати; редактор-консультант Моника С. Кюблер отвечает за обзоры книжного рынка и литературные рецензии; онлайн-редактор Майкл Гингольд обрабатывает новости и обзоры на Rue-Morgue.com; менеджер по коммуникациям Джейми Берарди занимается обслуживанием клиентов и обеспечивает бесперебойную работу всех отеделений; помощник редактора Maddi McGillvray рецензирует и редактирует окончательную вёрстку журнала в процессе производства и часто публикует материалы на веб-сайте; музыкальный редактор Аарон фон Луптон наблюдает за музыкальными и пишет обзоры, а редактор игр Эван Миллар — за новинками и обзорами видеоигр и настольных игр. Арт-директором работает Эндрю Райт.
Некоторые рецензенты и авторы журнала — Джон У. Боуэн, Пол Корупе, Шон Пламмер, Гари Пуллин, Аарон фон Люптон и Качи Хансен, публикующаяся под псевдонимом «Домохозяйка-убийца» («The Homicidal Homemaker»).
Rue Morgue International поддерживает офисы в Великобритании, Германии, Франции и Мексике. Гудиньо был первым главным редактором журнала; за ним последовала Йованка Вукович, затем Дейв Александр, который ушёл в отставку в 2017 году. Логотип Rue Morgue был создан бывшим художественным руководителем Гэри Пуллином и впервые появился на обложке седьмого номера.

## Дистрибуция
Rue Morgue выходил раз в два месяца в течение ряда лет, до января 2005 года, когда частота публикаций изменилась до 11 номеров в год (в феврале не было опубликовано ни одного номера). С четвёртого номера, изданного в июле 1998 года, журнал распространяется по всей Канаде. Распространение в Соединённых Штатах начато в январе 1999 года. К 2006 году было подписано соглашение о распространении в Европе. По состоянию на 2017 год, журнал вернулся к схеме «один номер в два месяца».

## Другие СМИ и события
Rue Morgue транслирует еженедельную онлайн-радиопередачу под названием Rue Morgue Radio и поддерживает веб-форум Rue Mortuary. Он спонсирует конвент «Фестиваль страха на улице Морг» в Торонто и «Темную карнавальную выставку» в Гамильтоне, Онтарио. Журнал регулярно проводит культурные мероприятия, в том числе показы классических фильмов ужасов (с участием их звезд или создателей) и художественных шоу на тему ужасов. Rue Morgue также проводит премьеры основных фильмов ужасов в Канаде, например, канадского проката фильма «Проклятие Аннабель» (2014).
В 2013 году компания запустила импринт под названием «Библиотека улицы Морг».
19-летний юбилей журнала был отмечен в 2016 году в Монреале отделкой исторической таверны Auberge Le Saint-Gabriel в стиле ужасов.

### Кинематограф
Rue Morgue Cinema, производственная компания дебютировала в 2006 году на Международном кинофестивале в Торонто, и с тех пор выпустила несколько короткометражных фильмов. Среди них работы основателя Rue Morgue Родриго Гудиньо «Глаза Эдварда Джеймса», «Демонология желания» и «Факты по делу Мистера Холлоу» (с Винсентом Марконе). Rue Morgue Cinema также выпустила музыкальное видео на композицию канадской рок-группы The Birthday Massacre. Гудиньо срежессировал это видео совместно с лидер-гитаристом Майклом Фалькором.
Самым высокобюджетным проектом компании стал художественный фильм «Последняя воля и завет Розалин Ли» (2013), в котором сниялись Аарон Пул и Ванесса Редгрейв.
Rue Morgue и Unstable Ground совместно продвигают в Торонто ежемесячный кинофестиваль короткометражного кино под названием «Маленькие ужасы». В 2017 году Rue Morgue, Unstable Ground и Indiecan начали собирать эти фильмы в видео-антологии.